# تنگ برکه
تنگ برکه، روستایی از توابع بخش مرکزی شهرستان کوه‌چنار شهرستان کوه‌چنار در استان فارس ایران است.

## جمعیت
این روستا در دهستان سمقان قرار دارد و براساس سرشماری مرکز آمار ایران در سال ۱۳۸۵، جمعیت آن زیر سه خانوار بوده‌است.